# Sprintvärldsmästerskapen i kanotsport 1979
Sprintvärldsmästerskapen i kanotsport 1979 anordnades i Duisburg i Västtyskland.

## Medaljsummering
| Pl.    | Nation          | Guld | Silver | Brons | Totalt |
| ------ | --------------- | ---- | ------ | ----- | ------ |
| 1      | Sovjetunionen   | 7    | 6      | 3     | 16     |
| 2      | Rumänien        | 2    | 2      | 5     | 9      |
| 3      | Östtyskland     | 5    | 2      | 1     | 8      |
| 4      | Ungern          | 2    | 2      | 3     | 7      |
| 5      | Polen           | 0    | 2      | 2     | 4      |
| 6      | Norge           | 1    | 1      | 0     | 2      |
| 7      | Bulgarien       | 0    | 1      | 1     | 2      |
| 8      | Jugoslavien     | 1    | 0      | 0     | 1      |
| 9      | Australien      | 0    | 1      | 0     | 1      |
| 10     | Västtyskland    | 0    | 1      | 0     | 1      |
| 11     | Tjeckoslovakien | 0    | 0      | 1     | 1      |
| 12     | Frankrike       | 0    | 0      | 1     | 1      |
| 13     | Spanien         | 0    | 0      | 1     | 1      |
| Totalt | Totalt          | 18   | 18     | 18    | 54     |

### Herrar

#### Kanadensare
| Gren        | Guld                                        | Tid | Silver                                             | Tid | Brons                                    | Tid |
| C-1 500 m   | Sergej Postrechin (URS)                     |     | Ulrich Eicke (GER)                                 |     | Liubomir Ljubenov (BUL)                  |     |
| C-1 1000 m  | Tamás Wichmann (HUN)                        |     | Liubomir Ljubenov (BUL)                            |     | Ivan Patzaichin (ROU)                    |     |
| C-1 10000 m | Tamás Wichmann (HUN)                        |     | Serhij Lymynovytj (URS)                            |     | Ivan Patzaichin (ROU)                    |     |
| C-2 500 m   | Rumänien Ivan Patzaichin Istvan Capsuta     |     | Sovjetunionen Serhij Petrenko Aleksandr Vinogradov |     | Polen Marek Łbik Piotr Pawlowski         |     |
| C-2 1000 m  | Sovjetunionen Vasyl Jurtjenko Jurij Lobanov |     | Ungern Tamás Buday Oszkár Frey                     |     | Rumänien Toma Simionov Gheorghe Simionov |     |
| C-2 10000 m | Sovjetunionen Vasyl Jurtjenko Jurij Lobanov |     | Rumänien Cherasim Munteanu Gheorge Titu            |     | Ungern Tamás Buday László Vaskúti        |     |

#### Kajak
| Gren        | Guld                                                                                     | Tid | Silver                                                                             | Tid | Brons                                                                              | Tid |
| K-1 500 m   | Uladzimir Parfjanovitj (URS)                                                             |     | John Sumeghi (AUS)                                                                 |     | Peter Hempel (GDR)                                                                 |     |
| K-1 1000 m  | Rüdiger Helm (GDR)                                                                       |     | Ion Bîrlădeanu (ROU)                                                               |     | Felix Masár (TCH)                                                                  |     |
| K-1 10000 m | Milan Janić (YUG)                                                                        |     | Einar Rasmussen (NOR)                                                              |     | Nikolaj Stepanenko (URS)                                                           |     |
| K-2 500 m   | Sovjetunionen Uladzimir Parfjanovitj Serhij Tjuchraj                                     |     | Östtyskland Bernd Olbricht Rüdiger Helm                                            |     | Frankrike Alain Lebas Francis Hervieu                                              |     |
| K-2 1000 m  | Norge Einar Rasmussen Olaf Søyland                                                       |     | Ungern Zoltán Bakó István Szabó                                                    |     | Sovjetunionen Serhij Tjuchraj Uladzimir Tajnikaŭ                                   |     |
| K-2 10000 m | Rumänien Nicuşor Eşanu Ion Bîrlădeanu                                                    |     | Sovjetunionen Mikalaŭ Astapkovitj Uladzimir Ramanoŭski                             |     | Spanien Herminio Menéndez Luis Gregario Ramos                                      |     |
| K-4 500 m   | Östtyskland Bernd Duvigneau Harald Marg Jürgen Dittrich Roland Graupner                  |     | Sovjetunionen Anatolij Sjynkarenko Jonas Zautra Serhij Tjuchraj Uladzimir Tajnikaŭ |     | Polen Ryszard Oborski Daniel Wełna Grzegorz Kołtan Grzegorz Śledziewski            |     |
| K-4 1000 m  | Östtyskland Bernd Duvigneau Rüdiger Helm Harald Marg Bernd Olbricht                      |     | Polen Ryszard Oborski Daniel Wełna Grzegorz Kołtan Grzegorz Śledziewski            |     | Sovjetunionen Oleksandr Sjaparenko Serhij Nahoryj Aleksandrs Avdejevs Jonas Zautra |     |
| K-4 10000 m | Sovjetunionen Oleksandr Sjaparenko Serhij Nikolskyj Vladimir Morozov Aleksandrs Avdejevs |     | Polen Andrzej Klimaszewski Krzysztof Lepianka Zbigniew Torzecki Zdzisław Szubski   |     | Ungern Tamás Benkő Péter Konecsny László Szabó Zoltán Romhany                      |     |

### Damer

#### Kajak
| Gren      | Guld                                                                     | Tid | Silver                                                                                  | Tid | Brons                                                                | Tid |
| K-1 500 m | Roswitha Eberl (GDR)                                                     |     | Galina Aleksejeva (URS)                                                                 |     | Klára Rajnai (HUN)                                                   |     |
| K-2 500 m | Sovjetunionen Natalja Kalasjinkova Nina Doroh                            |     | Östtyskland Marion Rösiger Martina Bischof                                              |     | Rumänien Agafia Orlov Natasia Nichitov                               |     |
| K-4 500 m | Östtyskland Marion Rösiger Martina Bischof Birgit Fischer Roswitha Eberl |     | Sovjetunionen Galina Aleksejeva Nadezjda Tratjimenok Tatjana Korzjunova Larissa Nadviga |     | Rumänien Agafia Orlov Natasia Nichitov Maria Nicolae Adriana Tarasov |     |